# MercedesCup 2018
MercedesCup 2018 — тенісний турнір, що проходив на трав'яних кортах у місті Штутгарт, Німеччина з 11 червня. Належав до категорії ATP World Tour 250.

## Фінальна частина

### Одиночний розряд
Роджер Федерер —  Милош Раонич 6–4, 7–6(7–3)

### Парний розряд
Філіпп Пецшнер /  Тім Пюц —  Роберт Ліндстедт /  Марцин Матковський 7–6(7–5), 6–3